# Cornucopina antillea
Cornucopina antillea är en mossdjursart som beskrevs av Osburn 1940. Cornucopina antillea ingår i släktet Cornucopina och familjen Bugulidae. Inga underarter finns listade i Catalogue of Life.